# Zar-Tash
Zar-Tash (uzbekiska: Zar Tosh, ryska: Зар-Таш) är en ort i Kirgizistan.   Den ligger i oblastet Batken, i den västra delen av landet, 400 km sydväst om huvudstaden Bisjkek. Zar-Tash ligger 764 meter över havet och antalet invånare är 9 004.
Terrängen runt Zar-Tash är kuperad åt nordväst, men åt sydost är den platt. Runt Zar-Tash är det ganska glesbefolkat, med 23 invånare per kvadratkilometer. Det finns inga andra samhällen i närheten. Trakten runt Zar-Tash består i huvudsak av gräsmarker.